# Pista d'Erinyà a Serradell
La Pista d'Erinyà a Serradell és una antiga pista rural del terme municipal de Conca de Dalt (a l'antic terme de Toralla i Serradell, al Pallars Jussà.
Només se'n conserven alguns trams, ja que ha estat modernament substituïda per la Pista de Serradell. El primer tram de l'antiga pista és l'actual Camí de l'Obac, des d'on, passant per Santa Maria de l'Obac, s'enfila cap a migdia fent ziga-zagues per tal de guanyar alçada, fins que arriba a l'Obac, on troba la Pista del Bosc de Serradell i s'hi uneix.